# 阿塔扣
阿塔扣（Ataco）是哥倫比亞托利馬省的自治市，1993年人口20,060。
2003年，哥倫比亞被指在阿塔扣進行侵犯人權的活動。

## 外部連結
- Uribe Hands Colombia's Mining Resources Over to the Multinationals （页面存档备份，存于）

3°36′N 75°23′W / 3.600°N 75.383°W